# Volo Nusantara Buana Air 823
Il volo Nusantara Buana Air 823 è stato un collegamento charter domestico operato da un CASA C-212 Aviocar da Medan a Kutacane, in Indonesia, che il 29 settembre 2011 precipitò nella giungla, provocando la morte di tutte le diciotto persone a bordo.
La successiva indagine del Comitato nazionale indonesiano per la sicurezza dei trasporti ha rilevato che al momento dell'incidente l'aereo volava in mezzo alle nuvole e l'equipaggio aveva perso il contatto visivo con il suolo. L'incidente è stato classificato come volo controllato contro il suolo (CFIT).

## L'aereo
Il velivolo coinvolto era un CASA C-212-200 Aviocar operato da Nusantara Buana Air. Aveva volato per la prima volta nel 1989 e aveva un numero di coda PK-TLF e un C/N/msn di 283/88N. Al momento dell'incidente non erano stati registrati problemi o difetti meccanici con l'aereo.

## Passeggeri ed equipaggio
A bordo c'erano 18 persone, di cui due piloti e 16 passeggeri, tra cui due bambini e due neonati. Il comandante aveva 5 935 ore di esperienza di volo, di cui 3 730 sul CASA C-212. Il primo ufficiale aveva 2 500 ore di esperienza di volo, di cui 1 100 sul tipo. Era un ex pilota dell'esercito indonesiano.

## L'incidente
Il volo era operato da Nusantara Buana Air (NBA) come Nusantara Buana Air 823, un volo charter dall'aeroporto Internazionale Polonia, Medan, all'aeroporto Alas Leuser, Kutacane. L'aereo partì da Medan alle 07:28 LT (00:28 UTC) e prevedeva di arrivare a Kutacane alle 00:58 UTC. A bordo c'erano due piloti e 16 passeggeri, tra cui due bambini e due neonati. Il volo veniva condotto secondo le regole del volo a vista (VFR).
Alle 00:32 UTC, l'aeromobile contattò il controllore Medan Director riferendo di essere salito passando da 4 000 piedi (1 200 m) a 8 000 piedi (2 400 m), comunicò l'orario di arrivo stimato a Kutacane per le 00:50 UTC e richiese di volare direttamente al punto "PAPA". Alle 00:41 UTC circa, l'aereo comunicò di aver stabilito un contatto con la radio di Kutacane. La comunicazione con il controllore di Medan venne interrotta. Il pilota tentò di contattare Kutacane Radio per tre volte, senza ottenere risposta.
Alle 00:50 UTC circa, l'aereo venne osservato per l'ultima volta sullo schermo radar in una posizione a circa 35 miglia nautiche dal VOR MDN (Medan). Alle 01:00 UTC, l'autorità aeroportuale di Kutacane contattò il rappresentante della compagnia per chiedere la posizione dell'aereo. Il personale contattò l'ufficio di Medan, informando che l'aereo non era arrivato a destinazione. Non era stato ricevuto alcun segnale di soccorso dall'aereo.
Alle 01:20 UTC circa, un Cessna Caravan operato da Susi Air volò da Kutacane a Medan e riferì che le condizioni meteorologiche erano Visual Meteorological Condition (VMC) e il vento era calmo. C'erano poche nuvole su alcune cime delle montagne. Alle 01:50 UTC circa, l'autorità aeroportuale di Medan ricevette informazioni dall'ufficio di ricerca e soccorso di Giacarta che era stato rilevato il segnale di un trasmettitore di localizzazione di emergenza.
Alle 07:00 UTC circa vennero avviate le ricerche da parte di due Cessna Caravan della Susi Air. Trovarono il relitto su un pendio di 70° a 5 055 piedi (1 541 m) di altitudine nel Parco nazionale del Monte Leuser, a 16 miglia nautiche da Kuta Cane. L'aereo era stato gravemente danneggiato dall'impatto e nessuno dei 18 occupanti era sopravvissuto.

## Le indagini
Dall'analisi del registratore vocale della cabina di pilotaggio, il National Transportation Safety Committee (NTSC) concluse che l'equipaggio aveva scelto di continuare a volare in condizioni meteorologiche inferiori ai minimi VFR, ovvero la visibilità e la distanza minima dalle nuvole necessarie per volare secondo le regole del volo a vista.
L'equipaggio perse quindi la consapevolezza situazionale fino a quando l'aereo impattò contro il fianco di una montagna, senza che l'equipaggio avesse intrapreso alcuna azione per evitare l'impatto. Il rapporto rilevò che l'equipaggio non aveva ricevuto l'addestramento specifico sui CFIT né l'addestramento ALAR (Approach and Landing Accident Reduction).
In seguito alla perdita del volo 823, Nusantara Buana Air adottò una serie di misure di sicurezza, sottolineando l'importanza di mantenere le condizioni meteorologiche visive durante i voli VFR. L'NTSC si dichiarò soddisfatto dell'adeguatezza di tali misure, ma formulò ulteriori raccomandazioni di sicurezza alla Direzione generale dell'aviazione civile indonesiana per migliorare la supervisione degli operatori e la fornitura di formazione CFIT e ALAR ai piloti.